# Langs de rivier tijdens het Qingmingfestival

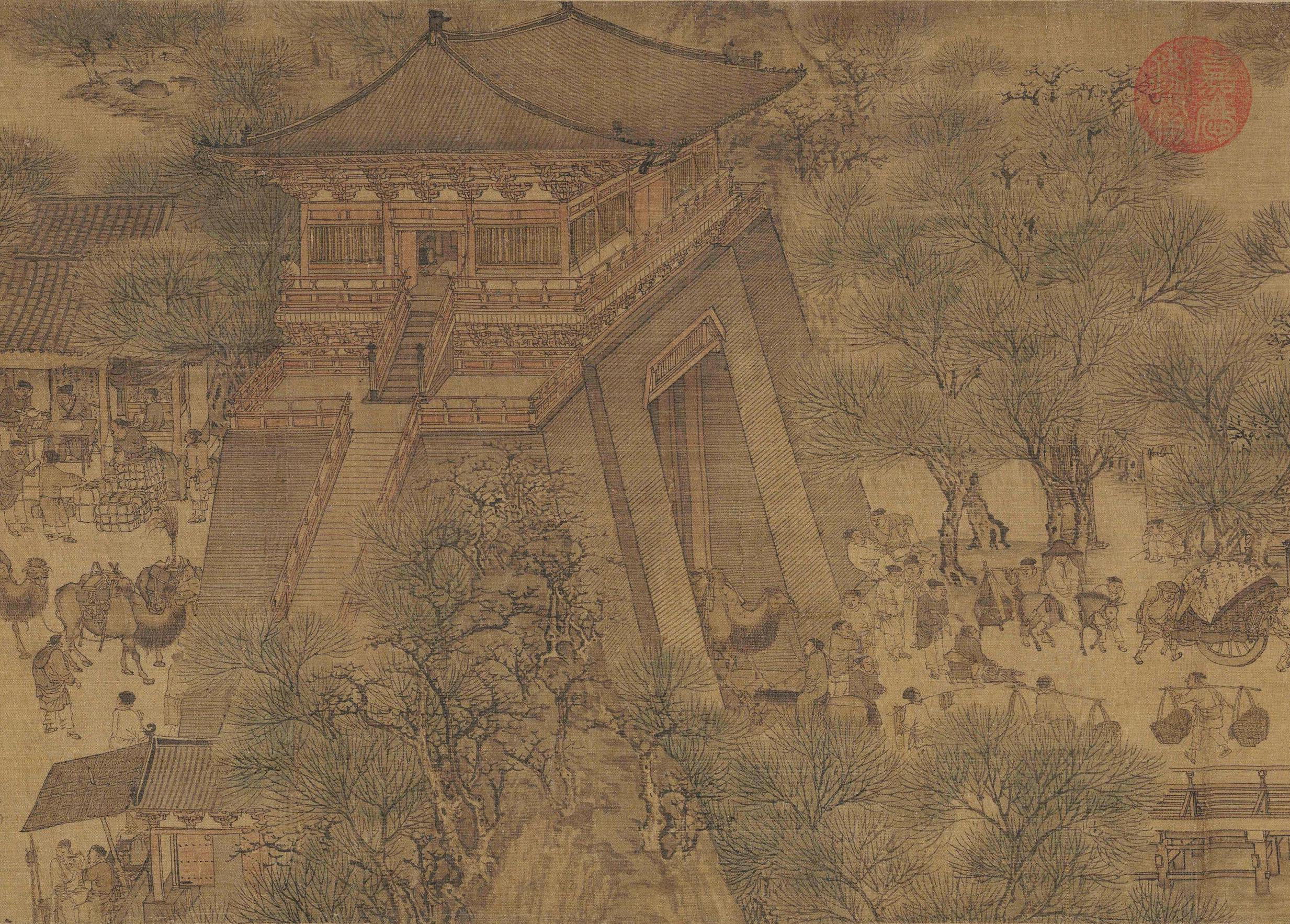
Stadspoort

Langs de rivier tijdens het Qingming-festival (vereenvoudigd Chinees: 清明上河图; traditioneel Chinees: 清明上河圖; pinyin: Qīngmíng Shànghé Tú) is een handrol van kunstenaar Zhang Zeduan (1085-1145) ten tijde van de Song-dynastie. Het panorama toont het dagelijks leven van de mensen tijdens de Song-dynastie in diens hoofdstad Bianjing, het tegenwoordige Kaifeng. Het thema viert de feestelijke geest en de wereldlijke commotie op het Qingmingfestival, in plaats van de ceremoniële aspecten van de vakantie, zoals het vegen van het graf en gebeden. Het gehele stuk was geschilderd in handrolformaat en de inhoud toont de levensstijl van alle niveaus van de samenleving van rijk tot arm met verschillende economische activiteiten in landelijke gebieden en de stad. Het toont glimpen van kleding en architectuur uit die periode. Als artistieke creatie is het stuk geëerd en hofkunstenaars van latere dynastieën hebben een aantal re-interpretatieve replica's gemaakt. Het schilderij is ook bekend om zijn geometrisch nauwkeurige beelden van de verschillende natuurlijke elementen en architecturen, boten en bruggen, markt en winkels, mensen en landschappen. Het wordt vaak beschouwd als het meest gerenommeerde werk van alle Chinese schilderijen en wordt het wel "China's Mona Lisa" genoemd.
In de loop der eeuwen werd de Qingming-rol verzameld en bewaard door tal van particuliere eigenaren, voordat het uiteindelijk weer terug in publiek eigendom kwam. Het schilderij was een favoriet van keizer Pu Yi, die het origineel uit de Song-dynastie (24,8 bij 528,7 cm) met zich meenam naar Mantsjoekwo. In 1945 werd het gekocht en bewaard in het paleismuseum van de Verboden Stad.
Ongeveer 20 tot 30 variaties werden er door kunstenaars van latere dynastieën op dit thema gemaakt. Verschillende Ming- en Qing-versies zijn te vinden in publieke en particuliere collecties over de hele wereld. Elke versie volgt de totale samenstelling van het origineel redelijk trouw, maar de details lopen vaak sterk uiteen. Het origineel uit de Song-dynastie en die uit de Qing-dynastie bevinden zich in het paleismuseum in Peking en het paleismuseum van Taipei en worden beschouwd als nationale schatten en worden alleen tentoongesteld voor korte periodes om de paar jaar. Om bijvoorbeeld het schilderij in Peking te zien moest men drie en een half uur wachten.

## Kenmerken van het Song-origineel

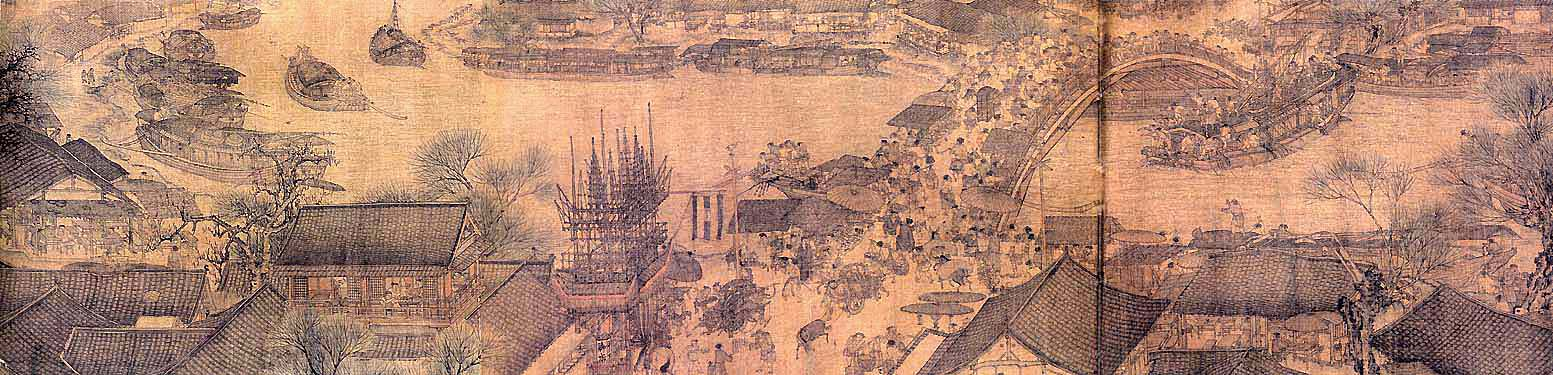
De brugscène waar de bemanning van een tegemoetkomende boot nog niet volledig de zeilen verlaagd heeft en in gevaar is om met de brug te botsen.

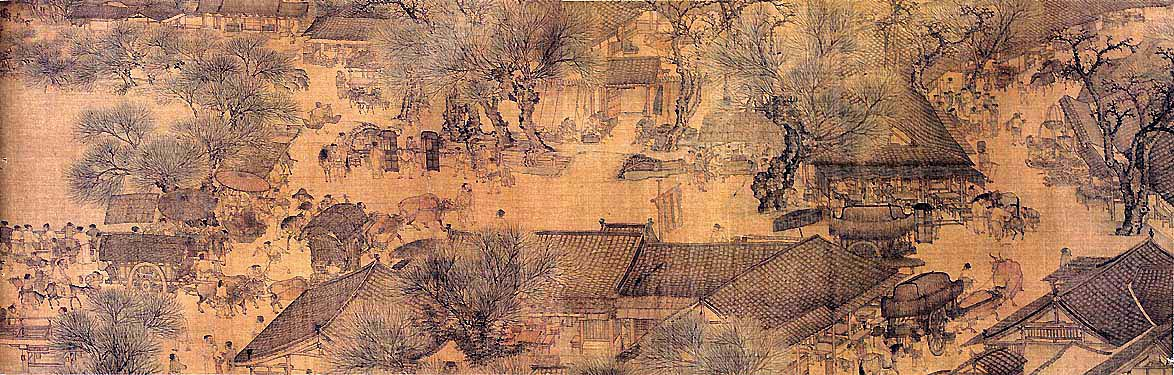
Scène van verstedelijking vlak voor de brug die naar de hoofdpoort van de stad gaat (te zien uiterst links).

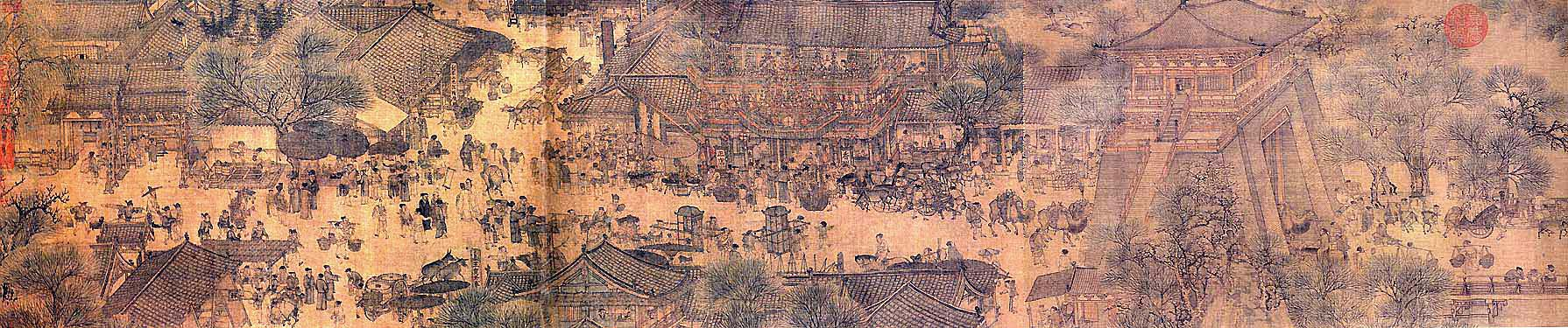
De hoofdpoort van de stad en de stedelijke omgeving binnen, met theehuizen, leveranciers, huizen en diverse figuren die interactie hebben met elkaar.

Op de 5,29 meter lange afbeelding staan 814 mensen, 28 boten, 60 dieren, 30 gebouwen, 20 voertuigen, 9 draagstoelen en 170 bomen. Het landelijk gebied en de dichtbevolkte stad zijn de twee belangrijkste secties van de afbeelding, met de meanderende rivier over de gehele lengte.
Het rechterdeel bevat het landelijke gebied. Er zijn graanvelden en ongehaast plattelandsvolk voornamelijk bestaande uit boeren, geitenhoeders, en varkensboeren in het herderlijke landschap. Een landelijk pad verbreedt zich tot een weg die uitkomt op een straat in de stad.
De linkerhelft bevat het stedelijke gebied dat uiteindelijk uitloopt in de stad met stadspoorten. Vele economische activiteiten, zoals mensen die goederen inladen op een boot, winkels, en zelfs een belastingkantoor zijn te zien in dit deel. Mensen uit alle lagen van de bevolking zijn afgebeeld: marskramers, jongleurs, acteurs, bedelaars die bedelen, monniken vragen om een aalmoes, waarzeggers en zieners, artsen, herbergiers, leraren, molenaars, metaalbewerkers, timmerlieden, metselaars en de officiële geleerden uit alle rangen.
Buiten de stad zelf (gescheiden door de poort) zijn er bedrijven van allerlei soorten, de verkoop van wijn, graan, tweedehands goederen, kookgerei, pijlen en bogen, lantaarns, muziekinstrumenten, goud en zilver, sieraden, geverfde stoffen, schilderijen, geneeskunde, naalden en artefacten, evenals vele restaurants. De verkopers (en in de Qing-herziening de winkels zelf) strekken zich uit langs de grote brug, genaamd de Regenboogbrug (虹橋 Hong Qiao) of, minder vaak, de Shangtubrug (上土橋).
De plaats waar de brug de rivier oversteekt is het centrum en belangrijkste aandachtspunt van de rol. Een grote commotie bezielt de mensen op de brug. Een boot nadert in een lastige hoek met de mast die niet helemaal verlaagd is en daardoor dreigt te botsen met de brug. In de drukte op de brug en langs de rivier schreeuwen en gebaren mensen in de richting van de boot. Iemand in de buurt van de top van de brug laat een touw zakken in de uitgestrekte armen van de bemanning hieronder. 
In aanvulling op de winkels en eetgelegenheden zijn er hotels, tempels, privé-woningen en officiële gebouwen variërend in grandeur en stijl, van hutten tot herenhuizen met grote voor- en achtertuinen.
Mensen en goederen worden vervoerd door verschillende voertuigen: gewielde wagons, trekdieren (in het bijzonder, een groot aantal ezels en muildieren), draagstoelen en wagens. De rivier is vol met vissersboten en passagiersvervoerende veerboten, met mannen aan de rivierbank die de grotere schepen trekken.

## Tentoonstelling
In een zeldzame verplaatsing werd de Song-versie oorspronkelijk tentoongesteld in Hongkong van 29 juni tot medio augustus 2007 om de 10e verjaardag van de overdracht van Hongkong te herdenken aan de Volksrepubliek China. Er wordt geschat dat de kosten voor verzending van het schilderij in de tientallen miljoenen Hongkongdollars lopen, in aanvulling op een niet nader bedrag voor het verzekeren van dit stukje onbetaalbare kunst.

## Kopieën
De originele handrol wordt beschouwd als het meest beroemde kunstwerk uit de Song-dynastie. Het was een trots van de keizerlijke collectie van verschillende keizers door de eeuwen heen. Door de hoge artistieke reputatie hebben verscheidene nieuwere versies de stijl van het origineel gekopieerd. Een vroege kopie die algemeen beschouwd wordt als zeer trouw aan het origineel, is gemaakt door Zhao Mengfu tijdens de Yuan-dynastie. Een andere opvallende kopie werd geschilderd ten tijde van de Ming-dynastie (14e-17e eeuw). Deze versie heeft een lengte van 6,7 meter en is daarmee langer dan het origineel. Daarin werd het landschap van de Song-dynastie vervangen door die van de Ming-dynastie. De kleding, boten en karren in de kopie werden ook aangepast. De houten brug uit de Song-dynastie werd vervangen door een stenen brug in de Ming-kopie. De boog van de stenen brug is veel groter dan die van het houten origineel en waar het origineel een boot had die ging botsen met de brug, toont de herinterpretatie een boot die methodisch geleid onder de brug geleid wordt door de touwen, getrokken door mensen aan de wal en een aantal andere grote boten wachten plichtsgetrouw op hun beurt, ongestoord.
Een andere versie geschilderd door vijf hofschilders uit de Qing-dynastie (Chen Mu, zon Hu, Jin Kun, Dai Hong en Cheng Zhidao) werd gepresenteerd aan de keizer Qianlong op 15 januari 1737. Deze versie werd later verplaatst, samen met vele andere artefacten, naar het National Palace Museum in Taipei in 1949.
In de Qing-kopie, die ook veel groter is (bij 11 meter bij 35 cm), zijn er veel meer mensen afgebeeld, meer dan 4000. Het meest linkse derde deel van deze versie is in het paleis, met gebouwen en mensen die erg verfijnd en elegant verschijnen. De meeste mensen in het kasteel zijn vrouwen, met een aantal goed geklede ambtenaren. In de originele Song-versie is het meest linkse deel nog steeds de drukke stad.
In april 1742 werd er een gedicht toegevoegd aan de meest rechtse einde van de Qing-kopie. Het gedicht was blijkbaar samengesteld door keizer Qianlong; de kalligrafie is uitgevoerd in het semi-cursieve schrift en is in de hand van Liang Shizheng (梁诗正), een prominente hofambtenaar en frequente metgezel van keizer Qianlong. Het gedicht luidt als volgt: 
| Chinees                                                                                           | Pinyin | Nederlands |
| ------------------------------------------------------------------------------------------------- | --- | --- |
| 蜀錦裝金壁 吳工聚碎金 謳歌萬井富 城闕九重深 盛事誠觀止 遺踪借探尋 當時誇豫大\|大 此日歎徽欽\|徽欽 | Shǔjǐn zhuāng jīn bì Wú gōng jù suìjīn ōugē wànjǐng fù chéngquè jiǔchóng shēn shèngshì chéng guānzhǐ yízōng jiè tànxún dāngshí kuā Yù dà cǐrì tàn Huī Qīn | Een muur van goud is gemonteerd op Shu Brokaat. Ambachtslui uit Wu verzamelen schaarse handelswaar, Om hulde te brengen aan de overvloed van tienduizend gezinnen. De wachttorens van de stad rijzen tot grote hoogte. De bruisende scène is werkelijk indrukwekkend. Het is een gelegenheid om de overblijfselen van weleer te verkennen. In die tijd verbaasden mensen zich over de grootte van Yu, En nu, we betreuren het lot van Hui en Qin. |

### Digitale versie
Voor een periode van drie maanden werd in het Chinese paviljoen in de Expo 2010 de kopie van het schilderij gepresenteerd herschapen in een 3D-animatie, kijker-interactieve digitale versie, getiteld Rivier van Wijsheid, met ongeveer 30 keer de grootte van de originele rol. De computer geanimeerde muurschildering, met bewegende personages en voorwerpen en portretteerde de scène in 4-minuten dag en nacht cycli, was een van de belangrijkste tentoonstellingen in het Chinese Paviljoen, met wachtrijen oplopend tot twee uur met een reservering. De uitgebreide computeranimatie wekte het schilderij tot leven.
Na de Expo was de digitale versie te zien op de AsiaWorld-Expo in Hongkong van 9 november tot 29 november 2010, waar het een groot commercieel succes werd. Vervolgens werd het tentoongesteld op de Macau East Asian Games Dome in Macau van 25 maart tot 14 april. Het digitale schilderij reisde ook naar Taiwan en werd weergegeven op de Expo Dome in Taipei van 1 juli tot 4 september 2011. Vanaf 7 december 2011 tot 6 februari 2012 werd het schilderij tentoongesteld op de Singapore Expo in de tentoonstelling getiteld Een bewegend meesterwerk: De Song-dynastie als levende kunst.

## Vertalingen van de titel
Geleerden hebben de juistheid van de vertaling van de naam van het schilderij betwist. Het woord Qingming kan verwijzen naar het Qingmingfestival of naar "vrede en orde". Verschillende soorten vertalingen zijn er door geleerden voorgesteld, zoals Stroomopwaarts gaan op het Qingmingfestival, Het leven langs de rivier de Bian op het Pure Brightness Festival, Rivieroever scène met het Qingmingfestival of Lentefestival op de rivier, of als alternatief Vrede heerst over de rivier.
Oorspronkelijk werden er drie dingen geloofd over de originele schildering:
- De stad die afgebeeld wordt is Kaifeng.
- Het werd geschilderd voor de val van de noordelijke Song-dynastie in 1127.
- Het toont het Qingmingfestival.

Enkele recent onderzoekingen dagen alle drie van deze beweringen uit:
- De stad die afgebeeld wordt is een geïdealiseerde niet-bestaande stad.
- Het werd geschilderd na de val van de noordelijke Song-dynastie in 1127.
- het toont een scène in het begin van de herfst.

In 2003 werd er een verdere interpretatie gepresenteerd:
- De stad die wordt afgebeeld is inderdaad Kaifeng.
- het toont een dag van de Qingming solaire periode van de Chinese kalender, maar niet het Qingmingfestival zelf.

Gedurende de late jaren 1960 werd ten tijde van de publicatie van een serie boeken, video's en postzegels door het paleismuseum van Taipei de rol vertaald als De stad van Cathay.

## Analyse
De houten brug afgebeeld in de originele versie zou later worden herbouwd door een team van ingenieurs en gedocumenteerd door de tv-show NOVA van PBS tijdens hun Secrets of Lost Empires-serie.